# Dacrycarpus cinctus
Dacrycarpus cinctus — вид хвойних рослин родини подокарпових.
лат. cinctus — «оточений», видовий епітет вказує на те, що насіння оточене листочками.

## Опис
Часто плоскокронне дерево до 33 м, 20-90 см діаметром, або чагарник 2-4 м заввишки. Вмістилище насіння яскраво-червоне при дозріванні. Насіння з його покриття 7 мм завдовжки і 6-7 мм в діаметрі.

## Поширення, екологія
Країни поширення: Індонезія (Молуккські острови, Папуа, Сулавесі); Малайзія (Саравак); Папуа Нова Гвінея. Вид знаходяться в гірських тропічних лісах на висоті 1800 метрів в альпійській місцевості в області, де панують чагарники і папороті, в Новій Гвінеї до висоти 3600 метрів. На Сулавесі вид також знайдений на більш низьких висотах від 900 метрів.

## Використання
Зростає як велике дерево і використовується окремо або разом з представниками родів Nothofagus, Elaeocarpus, Papuacedrus papuana, а в Новій Гвінеї Podocarpus.

## Загрози та охорона
У нижніх гірських умовах, лісозаготівлі і вирубка лісів, безсумнівно, призвели до зниження чисельності. Цей вид присутній в ряді охоронних територій.